# La Companyia de Santa Bàrbara
La Companyia de Santa Bàrbara és una pintura a l'oli realitzada el 1891 pel pintor Ramon Martí Alsina que es troba exposada al Museu Nacional d'Art de Catalunya de Barcelona amb el núm. de catàleg 010024-00, des de l'any 1906 provinent de la Diputació de Barcelona.

## Història
Aquesta obra pertany a l'última etapa de Martí Alsina. Va semblar que tornant a la pintura històrica, el gran format i el tema que toqués la fibra de la gent farien que la crítica i el públic li tornessin el reconeixement a la seva pintura que semblava haver quedat a l'oblit.

El tema sobre la sèrie de la Guerra del Francès i el Setge de Girona de 1809 particularment, era un dels qui l'havien obsessionat des de feia temps, tenia sense acabar l'obra El gran dia de Girona i en aquesta nova pintura va posar totes les seves esperances i il·lusions, com ell mateix va explicar:
| «                                                                                   | De seguro removerá la opinión pública artística respecto a mi persona por ser cuadro de gran tamaño, atrevido, de asunto popular (…) Es innegable mi primer hecho, de mostrar con este acto, de volver a la vida pública y al palenque, y basta esto solo para obtener la mejor ventaja moral que es atraer las miradas a mí (…) Sea cual fuere el éxito del cuadro, se despertarán las antiguas amistades olvidadizas (…) Pero lo que es innegable, y esta es la última parte de mi opinión, es el que el cuadro tiene el porvenir natural, aunque sea después de mi muerte, en uno de los museos nacionales o provinciales, o municipales o particulares. | » |
| — Carta (1891): Notes del pintor amb relació a l'obra La Companyia de Santa Bàrbara | |   |

A causa de la seva delicada situació financera, la producció d'aquesta obra la va finançar el seu gendre, Narcís Vendrell, qui apareix com a propietari al catàleg de l'Exposició realitzada el 1891 al Palau de les Belles Arts. Posteriorment, Vendrell vendria l'obra per 12.000 pessetes a la Diputació de Barcelona. L'obra es va integrar al catàleg del futur Museu Municipal de Belles Arts de Barcelona.

## Descripció
La composició de l'obra la va realitzar, com era normal en ell i en aquest tipus de pintura, de forma piramidal i amb els personatges col·locats en un primer terme del quadre executats minuciosament i esvaint-se a mesura que s'endinsa cap al fons del quadre, on s'aprecien unes arquitectures de la ciutat de Girona. La part central mostra dones de la Companyia de Santa Bàrbara, auxiliant als ferits, porten en el seu braç esquerre la cinta vermella característica d'aquest cos militar femení. Aquesta pintura segurament estava inspirada on havia realitzat anteriorment Les heroïnes de Santa Bàrbara

## Premis i reconeixements
- 1891 - Barcelona - Diploma honorífic